# Ich schlafe mit meinem Mörder
Ich schlafe mit meinem Mörder ist ein deutsch-französischer Spielfilm aus dem Jahre 1970. Unter der Regie von Wolfgang Becker spielen Harald Leipnitz und Ruth Maria Kubitschek die Hauptrollen.

## Handlung
Der Münchner Autohändler Jan, ein Mann mit blauem Sportwagen und „in den besten Jahren“, hat die reiche Angela geheiratet. Sie hat ihm einen Managerposten in ihrer Firma verschafft. Während sie in ihm einen allzeit verfügbaren Gespielen sieht, über dessen Charakter und Treue sie sich nicht allzu viele Illusionen macht, sind Jans Interessen gegenüber seiner Gattin rein finanzieller Natur. Er erhofft sich durch ihre Ehe gesellschaftlichen Aufstieg und viel Geld, das er mit einer anderen, jüngeren Frau, der Blondine Gina, auszugeben gedenkt. Doch bald muss er seine Erwartungen begraben, da Angela ihren Gatten, von dessen Seitensprüngen sie weiß, beginnt kurz zu halten und sein erhofftes Luxusleben weitgehend im goldenen Käfig stattfindet.
Jan plant, sich von ihr zu lösen, und will seine Ehefrau, deren Alkoholismus und Sexbesessenheit er nicht mehr ertragen will, ermorden. Hatte sie nicht verkündet: „Bei einer Scheidung holst du doch keinen Pfennig aus mir heraus.“ Und hatte er nicht geantwortet: „Für dich, mein Prachtstück, muss man sich schon etwas anderes einfallen lassen.“ Gemeinsam mit seiner Geliebten schmiedet Jan einen perfiden Mordplan. Alles scheint zu klappen, doch im letzten Moment wendet sich das Blatt…

## Produktionsnotizen
Ich schlafe mit meinem Mörder entstand Mitte 1970 und wurde am 22. Dezember 1970 uraufgeführt. Im coproduzierenden Frankreich lief der Film unter dem Titel L'amour, la mort et le diable am 7. Juli 1971. In späteren Jahren erhielt er den Titel Trio pervers, anklingend an den Titel des französischen Films Le trio infernal (mit Michel Piccoli und Romy Schneider) von 1974.
Ludwig Spitaler hatte die Herstellungsleitung, Chefkameramann war Rolf Kästel, Eberhard Schröder sorgte für die Ausstattung, und Rüdiger Meichsner war Kästels Kameraassistent.
Weiblicher Co-Star war Véronique Vendell, die Ehefrau des Filmproduzenten Wolf C. Hartwig. Ruth Maria Kubitschek wurde von Rosemarie Fendel synchronisiert. Regisseur Becker hat ganz zu Beginn des Films einen stummen Auftritt als Autofahrer, der parallel zu Leipnitz fährt, bei der Fahrt diesen und Vendell beim Liebesspiel beobachtet und dadurch einen Auffahrunfall verursacht.
Der internationale Titel ist Moonlighting Mistress.

## Kritiken
„Eine sex- und trunksüchtige Fabrikantin benutzt einen Mordversuch ihres abhängigen Ehemannes dazu, ihn noch mehr unter ihren Willen zu zwingen. Ordinäre Mischung aus Sexszenen und Krimielementen.“

„Wolfgang Becker … serviert ein abgeschmacktes Erotikdrama, das auch den bezeichnenden Alternativtitel ‚Trio Pervers‘ trägt. Fazit: Sex & Crime mit der Kubitschek: muffig, bieder, steril.“